# Statthalterschaft (Schleswig-Holstein)

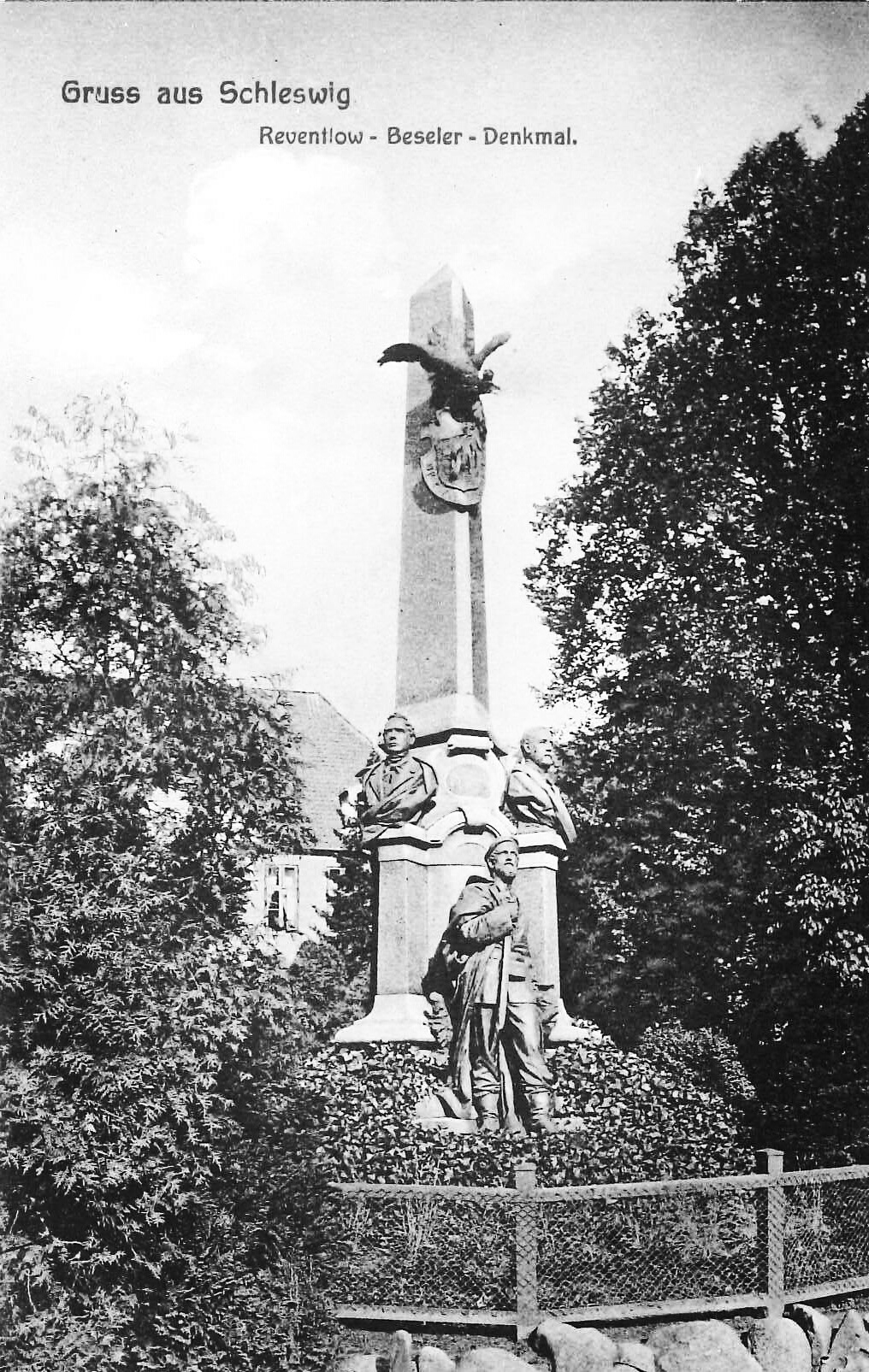
Denkmal für die Statthalter Reventlou und Beseler in Schleswig

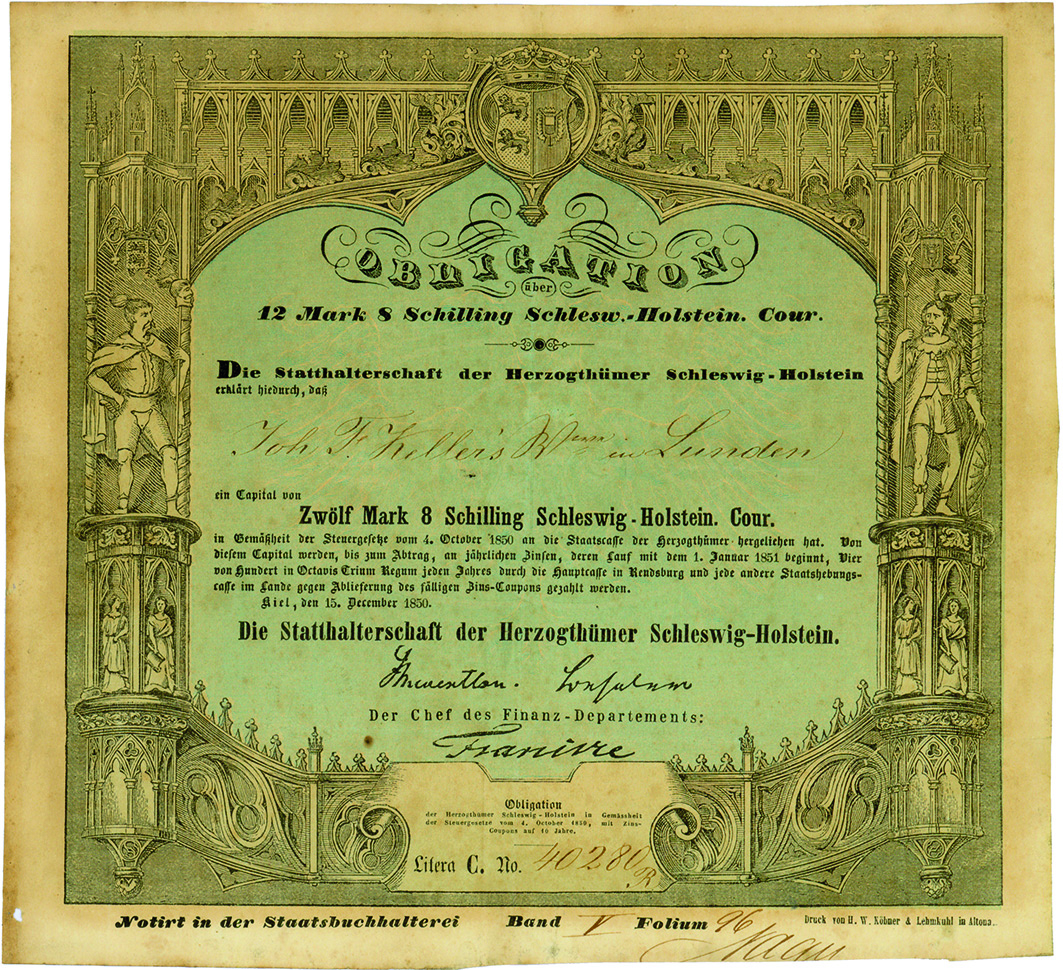
Obligation der Statthalterschaft der Herzogthümer Schleswig-Holstein vom 15. Dezember 1850

Die Statthalterschaft (Schleswig-Holstein) war von 1849 bis 1851 eine interimistische Regierung Schleswig-Holsteins. Vorausgegangen war die Schleswig-Holsteinische Erhebung im Dänischen Gesamtstaat. Eingesetzt wurden die beiden Statthalter von Eduard Souchay im Namen der Provisorischen Zentralgewalt am 26. März 1849. Ab August 1849 regierte sie nur noch Holstein. Im Januar 1851 gab die Schleswig-Holsteinische Landesversammlung den Krieg auf und die dänische Herrschaft wurde wiederhergestellt.

## Zustandekommen und Tätigkeit
Im März 1849 brach der Schleswig-Holsteinische Krieg wieder aus, nachdem Dänemark im Monat zuvor den Vertrag von Malmö (1848) gekündigt hatte. Am 26. März traten die Mitglieder der bisdamaligen Gemeinsamen Regierung zurück. Reichskommissar Souchay setzte daraufhin im Namen der Frankfurter Zentralgewalt eine Regierung für beide Herzogtümer ein, die Statthalterschaft. Die Schleswig-Holsteinische Landesversammlung begrüßte dies. Mitglieder der in Schleswig residierenden Statthalterschaft waren der Abgeordnete Wilhelm Hartwig Beseler und Friedrich von Reventlou, die bereits der Provisorischen Regierung im Jahr 1848 angehörten. Seit dem 23. August 1849 war sie auf Holstein beschränkt und zog nach Kiel um. Von Flensburg aus wurde Schleswig seitdem von einer preußisch-dänischen Landesverwaltung für das Herzogtum Schleswig regiert und seit dem 13. Juli 1850 von einem Außerordentlichen Regierungskommissar für das Herzogtum Schleswig.
Die Statthalterschaft sprach der konstituierenden Landesversammlung allerdings die Legitimität ab und versuchte erfolglos, Neuwahlen herbeizuführen. Sie lehnte es auch ab, Truppen in das südliche Schleswig zu schicken, das wieder von dänischer Seite verwaltet wurde. So weigerte die Landesversammlung sich im März 1850, mehr Geld für das Militär zu bewilligen. Die Statthalterschaft setzte sich aber durch, und im Juni und Juli wurde eine ordentliche Landesversammlung gewählt. Bei niedrigem Interesse und Wahlbeteiligung siegten überraschend die Demokraten und Linksliberalen wegen ihrer besseren Organisation. Die außenpolitische Lage blieb bedrückend.

## Preußens zeitweilige Unterstützung
Nach dem Zweiten Waffenstillstandsvertrag vom 10. Juli 1849, zwischen Preußen und Dänemark, blieb die Statthalterschaft die Regierung für Holstein, doch für Schleswig war eine in Flensburg gebildete Landeskommission verantwortlich.
Doch mit dem Berliner Frieden vom 2. Juli 1850 gab Preußen die Statthalterschaft, die es bis dahin unterstützt hatte, de facto preis. Es billigte nämlich, dass Dänemark eine (militärische) Intervention des Deutschen Bundes ersuchte, um seine Herrschaft wieder in Schleswig und Holstein ausüben zu können. Sollte dies zu keinem Erfolg führen, dürfe Dänemark selbst militärisch eingreifen. Kurz darauf bestätigte eine internationale Konferenz in London, dass der dänische König das Recht habe, über Schleswig und Holstein zu herrschen.

## Auflösung
Nach der Herbstkrise und Olmützer Punktation Ende 1850 ernannten Österreich und Preußen, wie vereinbart, einen österreichischen Bundeskommissar und einen preußischen Kommissar. Beide ersuchten die Statthalterschaft am 6. Januar 1851, den Krieg gegen Dänemark abzubrechen und die Landesversammlung aufzulösen. Die Landesversammlung entschied sich am 10. und 11. Januar, der Olmützer Punktation zuzustimmen, woraufhin Beseler sofort die Statthalterschaft verließ.
Der übrig gebliebene Statthalter Reventlou legte am 1. Februar 1851 seine Funktionen nieder. Die Interventionstruppen aus Österreich marschierten in Holstein ein und übten dort die Regierungsgeschäfte aus. Nach Verhandlungen zwischen dem Deutschen Bund und Dänemark über die künftigen Regelungen für Schleswig und Holstein verließen die Interventionstruppen Holstein am 18. Februar 1852.